# Kunitomo Suzuki
Kunitomo Suzuki (født 13. juli 1995) er en japansk fodboldspiller, som spiller for den japanske fodboldklub Shonan Bellmare.